# ماثيو بيرلي
ماثيو بيرلي (بالإنجليزية: Mathew Birley)‏ هو لاعب كرة قدم بريطاني في مركز الوسط، ولد في 26 يوليو 1986 في برومزغروف ‏ في المملكة المتحدة. لعب مع برمنغهام سيتي ونادي تاموورث ونادي كينغز لين ونادي لينكولن سيتي ونادي ووستر سيتي.

## وصلات خارجية
- ماثيو بيرلي على موقع قاعدة بيانات كرة القدم.إي يو (الإنجليزية)
- ماثيو بيرلي على موقع Soccerbase.com (لاعب) (الإنجليزية)
- ماثيو بيرلي على موقع عالم كرة القدم.نت (الإنجليزية)